# Psicoterapia

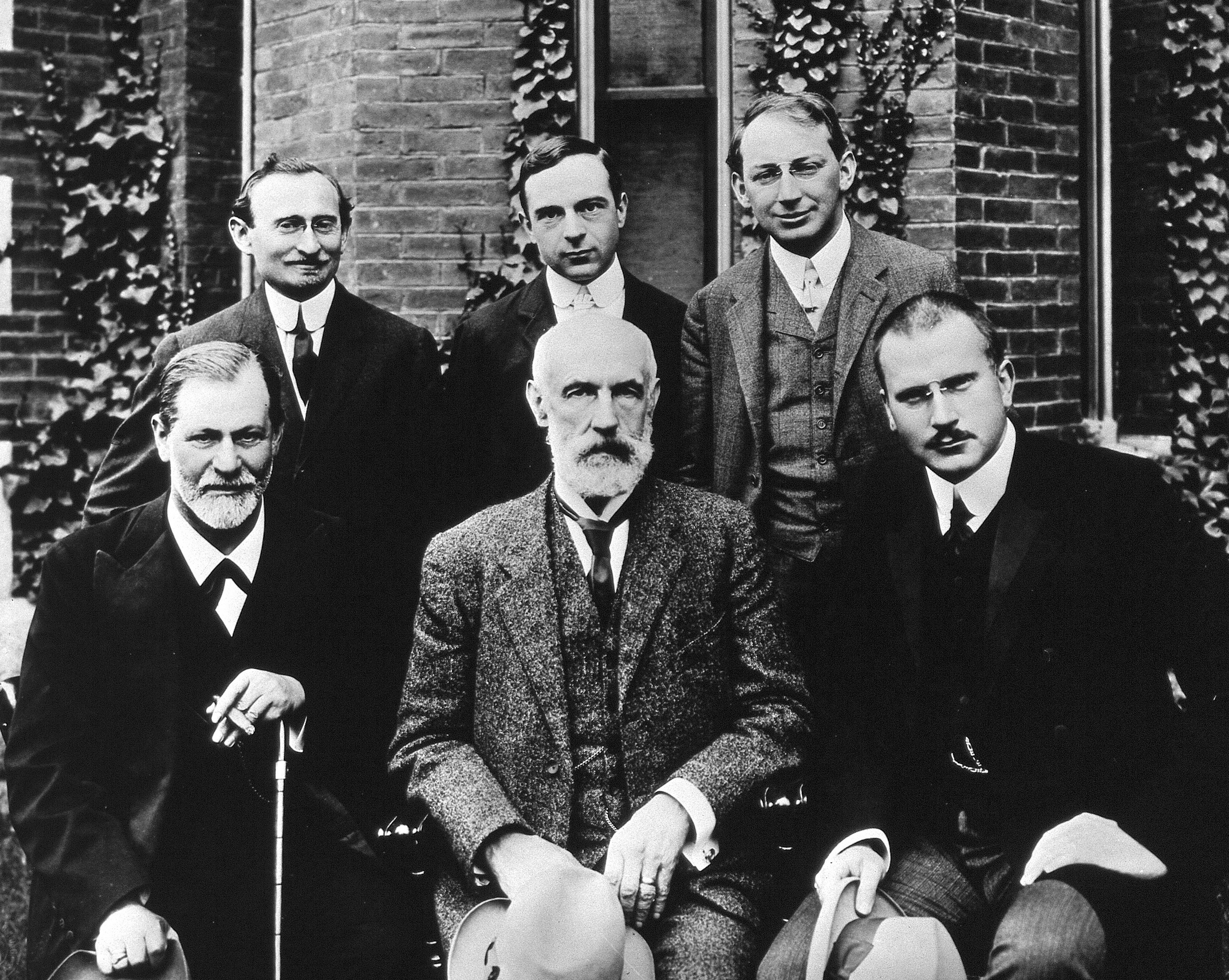
Existem dezenas de abordagens e áreas de atuações distintas de psicoterapias. Diferentes abordagens são mais eficientes com diferentes pacientes e problemas.

A psicoterapia (do grego psykhē - mente, e therapeuein - curar; primeira referência ca. 1890) é um tipo de terapia cuja finalidade é tratar os problemas psicológicos, tais como depressão, ansiedade, dificuldades de relacionamento, entre outros problemas de saúde mental. É um processo dialético efetuado entre um profissional e o paciente ou cliente.
Por ser uma área da saúde mental, a psicoterapia é a principal linha de tratamento para qualquer assunto referente ao psiquismo. Para isso, propõem intervenções psicológicas, cujos objetivos centrais são:
- restabelecer o funcionamento psíquico ótimo do paciente;
- permitir que o paciente compreenda as causas do que lhe acomete, para que possa encontrar recursos psíquicos para lidar com suas dificuldades, problemas, etc.;
- desenvolver meios de agir no mundo, redefinindo seus traços de personalidade;
- solucionar problemas pontuais, que o afligem, bem como observar questões de cunho mais existencial.

## Características
A psicoterapia:
- É executada por profissionais qualificados para prover tratamentos aos distúrbios e transtornos mentais, melhorar o auto conhecimento, melhorar a convicção nas decisões do cotidiano, caminhar em busca da autonomia existencial, entre outras. As modalidades possíveis são: psicoterapia extensa, psicoterapia breve e aconselhamento psicológico clínico. Outros profissionais podem prover apenas aconselhamento não clínico;
- é comumente precedida de um psicodiagnóstico, sendo a definição do diagnóstico, apresentada em codificação internacional, sendo utilizada preferencialmente a Classificação Estatística Internacional de Doenças e Problemas Relacionados com a Saúde -10 da Organização Mundial da Saúde, por se tratar de uma linguagem comum entre profissionais de saúde. Em situações de crise, como no luto ou na perda de um emprego, procede-se a uma entrevista inicial, que pode durar até no máximo três sessões, para que se verifique a demanda e a queixa do paciente;
- é um tratamento efetuado em ambiente clínico através de consultas de 50 minutos (normalmente 1 vez por semana), porém a gravidade do paciente pode determinar um número maior de sessões, tendo o profissional autoridade para isto;
- pode usar testes e técnicas psicológicas para atingir o objetivo, que varia desde a diminuição do sofrimento (distresse, burn-out, crises de raiva etc.), restabelecimento de uma capacidade perdida, e até a compreensão de si mesmo. Neste caso, as técnicas e testes usados são determinados pela formação de origem do profissional, lembrando que se usarem testes psicológicos estes são de uso exclusivo de psicólogos, regulamentados por leis federais no Brasil;
- baseia-se no corpo teórico-científico das ciências psicológicas, que fazem parte das neurociências;
- é aplicado em um determinado contexto formal (individual, casal, grupal, individual com a presença de familiares, mediação de conflitos, de acordo com a indicação).[2]

Em linguagem técnica, o termo "psicologia" refere-se à ciência e "psicoterapia" ao uso clínico do conhecimento obtido por ela. Da mesma forma, costuma haver confusão entre os termos "psicoterapia" e "psicanálise": enquanto psicoterapia refere-se ao trabalho psicoterapêutico baseado no corpo teórico da ciência da psicologia como um todo, psicanálise refere-se exclusivamente ao trabalho baseado nas teorias oriundas do trabalho de Sigmund Freud; "psicoterapia" é, assim, um termo mais abrangente, englobando todas as linhas teóricas-científicas (com métodos e resultados) da psicologia moderna.

## Estrutura básica da psicoterapia
Os vários tipos de psicoterapia, em todas as suas diferentes formas e métodos, possuem uma série de características em comum. Somente tendo em mente tais características, se pode compreender o funcionamento da psicoterapia em geral e as qualidades que definem cada uma das diferentes escolas.
Orlinsky e Howard procuraram descrever a interação dinâmica dos diferentes fatores que influenciam a psicoterapia, independentemente da linha específica. Primeiramente, as condições da terapia são organizadas por certas circunstâncias sociais que determinam, por um lado, a oferta de terapeutas, as instituições que oferecem terapia, o acesso (físico e financeiro) da população (estrutura do sistema de saúde), e, por outro, a formação dos psicoterapeutas e a aceitação de terapia por parte da população (fatores socioculturais). Sobre esse pano de fundo, filtrado pela presença de outras partes interessadas (pais, família, supervisores etc.), se desenrola, então, o processo terapêutico: entre o terapeuta e o paciente (em determinadas escolas, chamado cliente), cada um dos quais possuindo determinadas características profissionais e de personalidade, se fecha um contrato terapêutico, que define as regras do trabalho terapêutico para ambas as partes. Dois elementos, a técnica terapêutica e o relacionamento terapêutico, representam a base de trabalho e são ambas influenciadas por atributos tanto do terapeuta como do paciente. O trabalho técnico do terapeuta, por outro lado, só poderá dar frutos se o paciente mostrar abertura a esse trabalho. Os efeitos da terapia se apresentam em diferentes níveis, tanto em relação aos padrões de funcionamento do indivíduo quanto em relação a seus relacionamentos interpessoais.

## Efetividade da psicoterapia
A disciplina que se dedica ao estudo - desenvolvimento, avaliação, melhoramento, explicação teórica - da psicoterapia é a pesquisa psicoterapêutica (Psychotherapieforschung). A pesquisa empírica (ou seja, usando métodos científicos) sobre a psicoterapia começou nos anos 1950, depois de o psicólogo britânico Hans Eysenck (1952) ter afirmado que psicoterapia não tinha efeito nenhum, ou seja, que era melhor ficar em casa do que buscar um terapeuta. Essa afirmação de Eysenck, de que ele próprio mais tarde (1993) se distanciou, foi o impulso necessário, para que a busca de uma compreensão mais aprofundada do processo terapêutico começasse.
A pesquisa dos efeitos da psicoterapia, baseada nos padrões da pesquisa farmacêutica, busca diferenciar o efeito da terapia em si, por um lado, e o efeito placebo (ou seja, a melhora nos sintomas devido à expectativa do paciente, e não à terapia em si) e a remissão espontânea (ou seja, a cura dos sintomas por si sós), por outro lado. Uma resposta à questão do efeito da psicoterapia não se dá no entanto, com apenas meia dúzia de estudos; pelo contrário, são necessários muitos deles, que são então reunidos em uma meta-análise, ou seja, um estudo que reúne e resume um grande número de estudos. Com base em várias meta-análises, pode-se afirmar, hoje, que a psicoterapia, pelo menos em suas formas tradicionais, é realmente efetiva - ou seja, tem efeitos mais fortes sobre a saúde psíquica do que o efeito placebo e a remissão espontânea. Cabe, no entanto, observar, com Klaus Grawe (1998), que a questão do efeito placebo se apresenta de maneira diferente em psicoterapia e em farmácia, pois, enquanto nesta se trata de um efeito indesejável (se quer de fato que o medicamento funcione por si mesmo), em psicoterapia trata-se de um forte efeito psicológico, que deve ser compreendido e que pode ser utilizado como parte da própria terapia.

## O funcionamento da psicoterapia
Uma vez confirmado o efeito positivo da psicoterapia sobre a saúde mental dos pacientes, a pesquisa empírica começou a voltar a sua atenção a uma pergunta muito mais difícil de ser respondida: como, com que mecanismos, é que ela funciona?

### Fases de mudança do paciente
O processo terapêutico começa, para o paciente, antes da terapia em si e termina somente muito depois de sua conclusão formal. Prochaska, DiClemente e Norcross (1992) propuseram um modelo em seis fases que descreve esse processo:
1. Fase "pré-contemplativa" (precontemplation stage): é a fase da despreocupação. O paciente não tem consciência de seu problema e não tem a intenção de modificar o seu comportamento - apesar de as pessoas a sua volta estarem cientes do problema. Nesta fase, os pacientes só procuram terapia se obrigados;
2. Fase "contemplativa" (contemplation stage): é a fase da tomada de consciência. O paciente se dá conta dos problemas existentes, mas não sabe ainda como reagir. Ele ainda não está preparado para uma terapia: está ainda pesando os prós e os contras;
3. Fase de preparação (preparation): é a fase da tomada de decisão. O paciente se decide pela terapia - nesta fase, o meio social pode desempenhar um papel muito importante;
4. Fase da ação (action): o paciente investe - tempo, dinheiro, esforço - na mudança. É a fase do trabalho terapêutico propriamente dito;
5. Fase da manutenção (maintenance): é a fase imediatamente após o fim da terapia. O paciente investe na manutenção dos resultados obtidos por meio da terapia e introduz as mudanças no seu dia a dia;
6. Fase da estabilidade (termination): é a fase da cura. Nesta fase, o paciente solucionou o seu problema e o risco de uma recaída não é maior do que o risco de outra pessoa para esse transtorno específico.

De acordo com o desenvolvimento do paciente através das diferentes fases, se classificam quatro tipos de progressão: (1) o transcurso estável, em que o paciente se estagna em uma fase; (2) o transcurso progressivo, em que o paciente se movimenta de uma fase para a próxima; (3) o transcurso regressivo, em que o paciente se movimenta para uma fase em que já esteve, e (4) o transcurso circular (recycling), em que o paciente muda a direção do movimento pelo menos duas vezes.

### Fases da terapia
A terapia em si pode se desenvolver em fases, cada qual com objetivos próprios:
1. Definição do diagnóstico, quando feita por médico ou psicólogo (ambos têm habilitação para isto), decisão que define a prescrição terapêutica a ser desenvolvida (medicamentosa, que é exclusiva do psiquiatra no Brasil; sendo que o psicodiagnóstico é exclusivo do psicólogo no Brasil);
2. Estabelecimento de um contrato de trabalho verbal: promoção de um relacionamento terapêutico e trabalho de clarificação do problema. A estruturação dos papéis (terapeuta e paciente), desenvolvimento de uma expectativa de sucesso, promoção do relacionamento entre paciente e terapeuta, transmissão de um modelo etiológico do problema;
3. Desenvolvimento do trabalho psicoterapêutico: no que se refere às abordagens teóricas: aquisição de novas competências (terapia cognitivo-comportamental), análise e experiência de padrões de relacionamento (psicanálise), reestruturação da autoimagem (terapia centrada na pessoa), mas é preciso observar que, particularmente na psicologia, existem as especialidades psicológicas, que se sobrepõem às abordagens, como psicologia do organizacional ou do trabalho, psicologia do trânsito (inclui porte de armas), psicologia clínica, neuropsicologia, emergência e urgência psicológicas (ainda não reconhecida pelo Conselho Federal de Psicologia, mas plenamente operante no Brasil), psicologia hospitalar, etc.;
4. Avaliação: verificação do atingimento dos objetivos propostos, estabilização dos resultados alcançados, fim formal da terapia e da relação paciente-terapeuta.

As decisões tomadas na fase 1 não devem necessariamente permanecer imutáveis até o fim da terapia. Pelo contrário, o terapeuta deve estar atento a mudanças no paciente, a fim de adaptar seu métodos e suas decisões de trabalho à situação do paciente, que nem sempre é clara no começo da terapia. A isso, se dá o nome de indicação adaptável.
Lembrando que quando se trata de psicoterapia em sua expressão mais genérica não há que se falar em definição de diagnóstico na fase inicial, ou até em nenhuma fase, uma vez que muitas vezes o foco do tratamento pode ser simplesmente mitigar um sofrimento ou um sentimento, auto conhecimento, desenvolver habilidades para se superar um problema, ou outros, de modo que não se fala em diagnóstico, muito menos em cura.

## Mecanismos de mudança em psicoterapia
Vários autores se dedicaram à questão do funcionamento da psicoterapia: o que é que leva à mudança no paciente.
K. Grawe (2005) descreve cinco mecanismos básicos de mudança (Grundmechanismen der Veränderung) comuns a todas as escolas psicoterapêuticas:
1. Relacionamento terapêutico (therapeutische Beziehung): a qualidade do resultado de uma terapia é, em grande parte, influenciada pela qualidade do relacionamento entre o terapeuta e o paciente.
2. Ativação de recursos (Ressourcenaktivierung): a psicoterapia auxilia o paciente a mobilizar a força interna que ele possui para realizar a mudança necessária e estabilizá-la;
3. Atualização do problema (Problemaktualisierung): a psicoterapia expõe o paciente ao seu padrão normal de comportamento, como modo de tornar esses padrões conscientes e, assim, modificáveis. Exemplos são o trabalho com meios teatrais, como no psicodrama; os treinamentos de competências sociais, que podem ser contados como parte integrante da terapia comportamental; a técnica de focusing de Gendlin, e o trabalho com transferência e contratransferência, típico da psicanálise e de outras escolas psicodinâmicas;
4. Esclarecimento motivacional (Motivationale Klärung) ou Clarificação e transformação de interpretações (Klärung und Veränderung der Bedeutungen): a psicoterapia auxilia a clarificação de ambiguidades e obscuridades na experiência pessoal do paciente, ajudando-o a encontrar um sentido para aquilo que ele experiencia. Exemplos são os métodos de clarificação típicos da terapia centrada no cliente e os métodos de reestruturação cognitiva da terapia cognitiva;
5. Competência na superação dos problemas (Problembewältigung): a psicoterapia capacita o paciente a adquirir a capacidade de adaptação à realidade psíquica e social, capacidade esta que costuma estar ausente nos transtornos psíquicos. Exemplo típico de métodos que usam esse mecanismo de maneira explícita são os métodos de exposição, comuns à terapia comportamental.

Uma outra abordagem do problema oferecem Prochaska et al. (1992), ao descreverem dez processos de mudança diferentes. Tais processos são definidos como atividades e experiências pessoais que o paciente, de maneira direta ou indireta, realiza na tentativa de modificar seu comportamento problemático. Esses processos são: (1) Autoexploração ou autorreflexão (conscious raising), ou seja, o paciente procura se conhecer melhor, o que leva a uma (2) autorreavaliação, (3) autolibertação da convicção de que uma mudança não é possível, (4) contracondicionamento, ou seja, a substituição do comportamento problemático por outro, mais adequado, (5) controle dos estímulos, ou seja, o evitar ou combater estímulos que levam ao comportamento problemático, (6) Administração de reforços, ou seja, o paciente se dá uma recompensa cada vez em que se comporta da maneira desejada (ver condicionamento operante), (7) relacionamentos auxiliadores, ou seja, o paciente se abre à possibilidade de falar sobre seus problemas com uma pessoa de confiança (de maneira especial, o terapeuta), (8) alívio emocional através da expressão de sentimentos em relação ao problema e às suas soluções, (9) reavaliação ambiental, ou seja, o paciente percebe como o seu problema provoca estresse não apenas para si mas também para as pessoas à sua volta, e (10) libertação social, ou seja, o paciente realiza gestos construtivos para seu ambiente social (família, amigos, sociedade em geral).
Em seu modelo transteórico da psicoterapia, Prochaska et al. (1992) unem os processos acima descritos a seu modelo das fases de mudança (ver acima): os diferentes processos estão intimamente relacionados às diferentes fases e determinados processos são completamente inócuos se realizados em uma fase inadequada.

## Efeitos da psicoterapia
Ainda sob um ponto de vista geral, ou seja, comum a todas as escolas psicoterapêuticas, os efeitos da psicoterapia podem ser analisados sob dois aspectos:
- O aspecto processual, isto é, que se refere ao trabalho terapêutico em si. Aqui, podem se observar os seguintes efeitos: o fortalecimento do relacionamento terapêutico, a intensificação da expectativa de sucesso do paciente, sensibilização do paciente a fatores que ameaçam sua estabilidade psíquica, um mais profundo conhecimento de si mesmo (autoexploração) e a possibilidade de novas experiências pessoais;
- O aspecto final, isto, que se refere às consequências da terapia na vida do paciente. Aqui, se diferenciam os microefeitos dos macroefeitos. Os microefeitos referem-se aos pequenos progressos que acontecem durante a terapia, entre as sessões: o paciente experiencia novas situações, emoções, novas facetas de si, novas formas de comportamento. Já os macroefeitos dizem respeito às consequências a longo prazo e às mudanças mais profundas, relacionadas às estruturas mais centrais da personalidade e do funcionamento psíquico: a pessoa adquire novas posturas em relação a si mesma e aos demais, adquire novas capacidades e competências. Sobretudo, uma terapia realizada com sucesso conduz a um aumento da autoeficácia (self-efficacy), ou seja, da convicção do paciente de ser capaz de lidar com os problemas que o faziam sofrer, o que leva a um aumento da autoestima. Outros efeitos são ainda uma compreensão maior dos problemas que afligem o paciente e da história de vida, que conduziu a eles.

Tanto os micro como os macroefeitos se podem dar em três níveis: (1) melhora do bem-estar, (2) modificação dos sintomas e (3) modificação da estrutura da personalidade. Mudanças na estrutura da personalidade só são possíveis depois de uma melhora do bem-estar e dos sintomas.

## Tipos de psicoterapia
Apesar de terem tanto em comum, os diferentes tipos de psicoterapia se diferenciam na ênfase que dão em cada um desses aspectos comuns. Antes de serem concorrentes, os diferentes tipos de psicoterapia possibilitam uma maior adaptabilidade do tratamento às características individuais do paciente e podem ser classificados sob diversos pontos de vista:

### Classificações sob aspectos formais
- De acordo com o número de pessoas: psicoterapia individual, de casal, familiar ou de grupo;
- De acordo com a duração: terapias curtas (ca. 6-15 sessões) e longas (até três ou mais anos);
- De acordo com o setting (contexto): online ou pessoalmente;
- De acordo com a delegação do "poder terapêutico": terapias diretivas (power to the terapist), em que o terapeuta trabalha com apenas um paciente; terapias de mediação (power to the mediator), em que o auxílio não é direcionado ao paciente diretamente, mas a pessoas relevantes para ele (pais, parceiro, etc.); grupos de autoajuda (power to the person), em que pessoas com os mesmos problemas procuram, juntas, se ajudar mutuamente na superação do problema;
- Alguns métodos têm por objetivo mudanças intrapessoais (nas funções psíquicas do indivíduo), outros têm por fim mudanças em sistemas interpessoais disfuncionais (pares, famílias, grupos de trabalho…);
- De acordo com o fim da terapia: alguns tipos de psicoterapia têm, por fim, a superação de um problema (problembewältigungsorientiert); outras, objetivam uma clarificação dos motivos e objetivos pessoais do paciente (motivational-klärungsorientiert); por fim, outras buscam enfatizar as potencialidades do paciente, dando atenção mais às partes saudáveis da pessoa.

### Classificação de acordo com a perspectiva teórica
M. Perrez e U. Baumann (2004), baseados em trabalhos anteriores, classificam quatro grande famílias psicoterapêuticas:
- Psicoterapias psicodinâmicas: explicam os problemas psíquicos com base em conflitos inconscientes originados na infância e seu objetivo é superação de tais conflitos. Para isso elas procuram compreender o presente a partir do passado e trabalham com métodos interpretativos. Objetos de interpretação podem ser as livres-associações, os fenômenos transferenciais, os atos falhos, os sonhos etc.

Ver também psicanálise e psicologia analítica; ou, ainda, Sigmund Freud, Anna Freud, Melanie Klein, Lacan, Bion, Winnicott, Carl G. Jung, Alfred Adler, Erik Erikson
- Psicoterapias cognitivo-comportamentais: explicam os transtornos mentais baseadas na história de aprendizado do indivíduo e nas interações dele com seu meio, e têm por objetivo o restabelecimento das competências do paciente de controlar seu comportamento e de influenciar suas emoções e percepções. Apesar de também ter um olho voltado para o passado, este grupo de terapias se concentra sobretudo no presente e trabalha com métodos como treinamentos, condicionamento operante, habituação, reestruturação cognitiva, o diálogo socrático, métodos psicofisiológicos, entre outros.

Ver também: Terapia cognitivo-comportamental; neurofeedback, ou ainda Aaron Beck.
- Psicoterapias existencial-humanistas: Esse tipo de terapia parte do princípio de que todo ser humano possui em si uma força interna que, se não for impedida por influência externa, o conduz à sua plena realização. Elas explicam assim os transtornos psíquicos como fruto da incongruência entre a autoimagem e a experiência pessoal e buscam fomentar as forças de autorrealização (selfatualisation) do indivíduo. Esse grupo de terapias se concentra na experiência atual da pessoa e procuram métodos de trabalho que possibilitem ao cliente (como é chamado por elas a pessoa que busca a terapia) desenvolver-se de maneira congruente a suas necessidades.

Ver terapia centrada no cliente, gestaltoterapia, logoterapia ou ainda Carl Rogers, Fritz Perls, Viktor Frankl, Maslow, Rollo May
- Psicoterapias orientadas na comunicação: consideram os transtornos do comportamento como expressão de estruturas de comunicação disfuncionais e buscam uma reorganização de tais estruturas ou a formação de novas, mais construtivas. Também tais terapias preocupam-se sobretudo com a situação presente e trabalham com métodos que possam gerar novas formas de compreensão da realidade e de si mesmo.

Ver psicoterapia sistêmica ou ainda Paul Watzlawick, escola de Milão (psicoterapia)
Essa classificação, apesar de possibilitar uma visão geral da área da psicoterapia, é no entanto muito genérica para englobar todas as formas existentes, sobretudo porque muitas são formas híbridas, que juntam em si elementos de diferentes tendências.
A página anexa Lista de psicoterapias oferece uma lista de diferentes tipos de psicoterapia e conduz aos respectivos artigos,

### Abordagens transteóricas
Apesar de toda a complementariedade das diferentes escolas e linhas da psicoterapia - e apesar de muitos psicoterapeutas fazerem usos de ideias e técnicas de diferentes linhas - a relação entre elas está longe de ser amigável. As escolas psicodinâmicas e existencial-humanistas são muitas vezes atacadas por não serem suficientemente empiricamente fundamentadas enquanto as cognitivo-comportamentais são acusadas de serem mecânicas, cansativas e superficiais. A tentativa de proporcionar à prática psicoterapêutica uma base comum é feita por diferentes autores de diferentes maneiras:
- Integração: é a busca de uma unificação da base teórica das diferentes escolas (Arkowitz, 1992);
- Ecletismo: é uma posição mais prática. O objetivo é reunir os elementos efetivos das diferentes escolas, sem levar em conta possíveis diferenças teóricas;
- A busca de variáveis transteóricas, que são os fatores comuns a todas as escolas, mas que recebem em cada uma delas um papel mais ou menos central. Ver acima "Mecanismos de mudança em psicoterapia";
- A busca de uma psicoterapia geral (allgemeine Psychotherapie, Grawe et al., 1997[13]), que é a formação de uma estrutura teórica básica, que oferece uma possibilidade de localizar e descrever as diferentes escolas;[14]
- No curso de graduação de medicina, existe uma cadeira que estuda a contribuição da Psicologia nas doenças, e nos processos de recuperação da saúde, a qual dá-se o nome de Psicologia Médica.

Ainda não existe uma teoria geral que abarque todas as formas de psicoterapia. A moderna psicoterapia é um sistema aberto que tem ainda muito a se desenvolver por meio da pesquisa científica. Um importante papel na pesquisa atual desempenham os tratamentos voltados para transtornos específicos e não terapias genéricas. Exemplos de trabalhos transteóricos podem ser encontrados em diferentes novas abordagens de terceira geração da terapia comportamental bem como em grupos de pesquisa em diferentes países europeus, entre eles a Suíça.